# Christian Navarro
 Christian Lee Navarro (Bronx, New York, 1991. augusztus 21. –) amerikai színész. 
A Netflix saját gyártású 13 okom volt című sorozatában az egyik főszereplőt, Tony Padillát játszotta. Ezen kívül látható volt még a Bakelit , a Rosewood és a The Tick című sorozatokban is.

## Filmográfia

### Filmek
| Év   | Cím                          | Magyar Cím           | Szerep     |
| ---- | ---------------------------- | -------------------- | ---------- |
| 2005 | Day of the Dead 2: Contagium |                      | Fertőzött  |
| 2009 | Run It                       |                      | John White |
| 2017 | Bushwick                     |                      | Eduardo    |
| 2018 | Can You Ever Forgive Me?     | Megbocsátasz valaha? | Kurt       |

### Sorozatok
| Év        | Cím                          | Magyar cím                       | Szerep                 | Megjegyzés                     |
| --------- | ---------------------------- | -------------------------------- | ---------------------- | ------------------------------ |
| 2007      | Law & Order: Criminal Intent | Esküdt ellenségek: Bűnös szándék | Paco Mendoza           | Epizód: "Értelmetlen"          |
| 2013      | Blue Bloods                  | Zsaruvér                         |                        | Epizód: "Szolgálunk és védünk" |
| 2014      | Taxi Brooklyn                | Taxi                             | Bobby pincér           | Epizód: "Az álca"              |
| 2014      | The Affair                   | A viszony                        | Jed                    | Epizód: "108"                  |
| 2015      | Rosewood                     |                                  | Carlos Gomez           | Epizód: "Pilot"                |
| 2016      | Vinyl                        | Bakelit                          | Jorge                  | 4 epizód                       |
| 2016      | The Tick                     |                                  | Haver                  | Epizód: "Pilot"                |
| 2017–2020 | 13 Reasons Why               | 13 okom volt                     | Antonio "Tony" Padilla | Főszerep                       |

## Díjak és jelölések
| Év   | Jelölés tárgya | Díj                                   | Kategória         | Eredmény | Forr. |
| ---- | -------------- | ------------------------------------- | ----------------- | -------- | ----- |
| 2018 | 13 okom volt   | San Diego International Film Festival | Rising Star Award | Elnyerte | [ 7 ] |

## Fordítás
- Ez a szócikk részben vagy egészben  a   Christian Navarro című angol Wikipédia-szócikk fordításán alapul.  Az eredeti cikk szerkesztőit annak laptörténete sorolja fel. Ez a jelzés csupán a megfogalmazás eredetét és a szerzői jogokat jelzi, nem szolgál a cikkben szereplő információk forrásmegjelöléseként.